# Războiul Țărănesc German

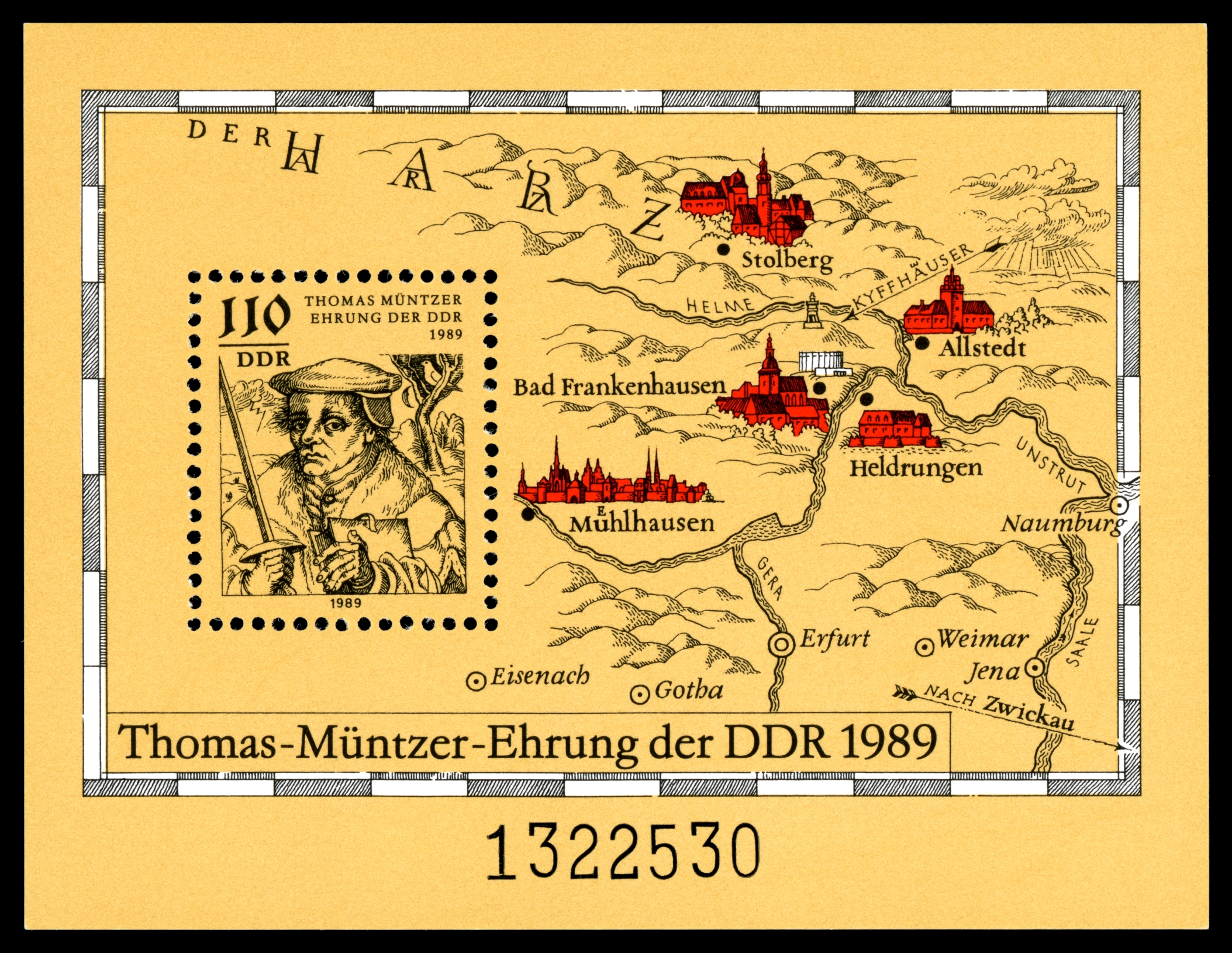
Timbru poștal cu Thomas Müntzer

Războiul Țărănesc German, Marele Război Țărănesc sau Marea Revoltă Țărănească (în lb. germană: Deutscher Bauernkrieg) a fost o revoltă populară larg răspândită în zonele vorbitoare de limbă germană din Europa Centrală din 1524 până în 1525. A fost înăbușită din cauza intensei opoziții a aristocrației, care a ucis 100.000 din cei 300.000 de țărani și fermieri slab înarmați. Supraviețuitorii au fost amendați și puține din cererile lor au fost îndeplinite. Războiul a constat dintr-o serie de revolte atât economice, cât și religioase, în fruntea cărora s-au aflat țărani și fermieri, adesea sprijiniți de clerici protestanți. Războiul Țărănesc German a fost cea mai mare revoltă populară din Europa înainte de Revoluția franceză de la 1789. Bătăliile au atins apogeul în primăvara și vara lui 1525.
Războiul a început cu insurecții separate, începând din partea de sud-vest a ceea ce este acum Germania și în Alsacia vecină, și răspândirea ulterioară a insurecțiilor către zonele centrale și de est ale Germaniei și Austriei de azi. După ce revolta din Germania a fost suprimată, s-a iscat pentru scurt timp și în cantoanele elvețiene.
Pe măsură ce organizau insurecția, țăranii s-au confruntat cu obstacole insurmontabile. Caracterul democratic al mișcării lor i-a lăsat fără o structură de comandă, lipsindu-le și artileria sau cavaleria. Cei mai mulți dintre ele au avut o foarte mică experiență militară. În timpul luptelor mulți dintre ei au fugit și au fost masacrați de urmăritorii lor. Opoziția avea lideri militari experimentați, bine echipați, armate disciplinate și bine finanțate.
Revolta a inclus unele principii din cadrul Reformei protestante în curs de dezvoltare, prin care țăranii căutau libertate și influență. Istoricii au interpretat aspectele economice ale războiului țărănesc german în diferite moduri, iar istoricii pe partea socială și culturală continuă să fie în dezacord cu privire la cauzele și natura sa.

## Context general
În secolul al XVI-lea, multe părți ale Europei au avut legături politice comune în cadrul Sfântului Imperiu Roman, o entitate descentralizată în care Sfântul Împărat Roman însuși a avut puțină autoritate în afara propriilor pământuri dinastice, care fac obiectul a doar o mică parte din întreg. La momentul Războiului Țărănesc, Carol Quintul, regele Spaniei, deținea funcția de Împărat Roman Sfânt (ales în 1519). Dinastiile aristocratice conduceau sute de teritorii în mare măsură independente (atât laice și ecleziastice), în cadrul imperiului, și câteva zeci de alte teritorii erau exploatate ca orașe-stat semi-independente. O biserică din Germania sub controlul prinților nu era în măsură să îi impoziteze [clarificări necesare] așa cum făcuse biserica romană. Prinții puteau câștiga doar prin desprindere și numai din punct de vedere economic. Cei mai mulți prinți germani s-au separat de Roma folosind sloganul naționalist de "bani germani pentru o biserică germană".

### Dreptul civil roman
Prinții au încercat adesea să îi forțeze pe țăranii lor mai libere să devină iobagi prin creșterea impozitelor și prin introducerea dreptului civil roman. Dreptul civil roman îi avantaja pe prinți care căutau să-și consolideze puterea, pentru că le aducea tot pământul în proprietate personală și a eliminat conceptul feudal al terenului, ca încredere între stăpân și țăran care conferea drepturi, precum și obligații, celui din urmă. Prin menținerea legii vechi, care a legitimat propria regulă, nu numai că au devenit mai bogați și și-au întărit poziția în imperiu prin confiscarea tuturor bunurilor și a veniturilor, dar le-a crescut și puterea asupra supușilor lor țărani.
În timpul Revoltei Cavalerilor, "cavalerii", cei mai mici proprietari de teren Renania (în vestul Germaniei), s-au revoltat în 1522-1523. Retorica lor a fost religioasă, și mai mulți lideri au exprimat ideile lui Luther la ruperea dintre Roma și noua biserică germană. Cu toate acestea, Revolta Cavalerilor "nu a fost fundamental religioasă. Aceasta a fost legată de pământ și a căutat să păstreze ordinea feudală. Cavalerii s-au revoltat împotriva noilor taxe, care îi storcea de toți banii.

### Luther și Müntzer
Martin Luther, liderul dominant al Reformei în Germania, a urmat un curs neutru în Războiul Țărănesc. El a criticat atât nedreptățile impuse țăranilor, cât și nechibzuința a țăranilor de a riposta. El a tins să sprijine centralizarea și urbanizarea  economiei. Această poziție a înstrăinat mica nobilime, dar i-a întărit poziția față de burghezi. Luther a susținut că munca este datoria principală pe pământ; datoria țăranilor era aceea a muncii agricole, iar cea a claselor dominante era de a menține pacea. Nu a putut susține războiul țărănesc, deoarece a întrerupt pacea, un rău pe care îl credea mai mare decât cei împotriva cărora țăranii s-au răzvrătit; a criticat, de asemenea, clasele dominante pentru suprimarea fără milă a insurecției. Luther a fost de multe ori aspru criticat pentru poziția sa. 
Thomas Müntzer a fost cel mai important pastor protestant care a sprijinit cererile țărănimii, inclusiv drepturile politice și juridice. Deși Müntzer a fost un lider religios, din punct de vedere politic el a arătat un interes mai puțin în chestiunile religioase și mai mult în poziția socială a oamenilor. Teologia lui Müntzer conținea elemente mistice și apocaliptice puternice care au stat la baza sprijinului său pentru țărani. Pe măsură ce războiul s-a dezvoltat, el s-a concentrat din ce în ce mai mult pe teme non-religioase. În timpul războiului, Müntzer a călătorit dintr-o provincie în alta oferind încurajări și conducere. El a devenit liderul principal al țărănimii în Saxonia.  Diarmaid MacCulloch susține că rolul lui Müntzer a fost exagerat din motive politice. El scrie:
„Regimul comunist din Republica Democrată Germană, bazându-se pe abuzul istoric marxist din 1525 de la Friedrich Engels încoace, a găsit că este util să îl arate pe Müntzer ca o încarnare anterioară a lui Lenin. În realitate Müntzer a fost un mistic imposibil și visător... Nu a avut nici un interes în îmbunătățirea materială a săracilor. Contribuția sa la 1525 a fost marginală, în afară de rezultatul său în a se conduce pe el și săracul său grup de adepți la o moarte mizerabilă.”
Luther a folosit fiecare ocazie pentru a ataca ideile lui Müntzer. El s-a declarat împotriva cererilor moderate ale țărănimii cuprinse în cele douăsprezece articole. Articolul său Împotriva hoardelor de țărani criminale și hoațe, care a apărut în mai 1525, i-a dezorientat pe rebelii.

### Clasele sociale din cadrul Sfântului Imperiu Roman în secolul al XVI-lea

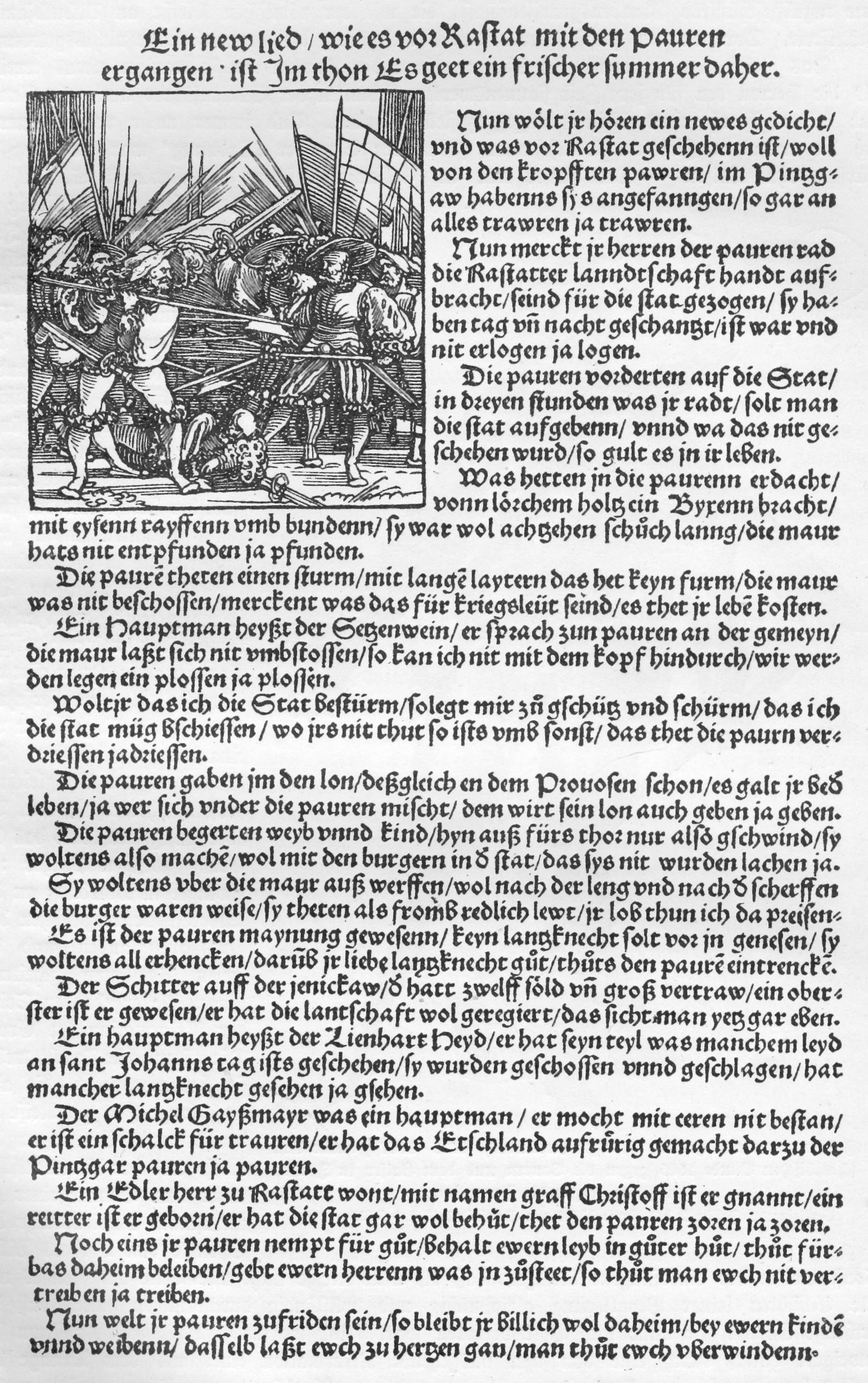
Foaie volantă din timpul Războiului Țărănesc

În această eră a schimbărilor rapide, prinți modernizatoari au avut tendința de a se alinia cu clericii burghezi împotriva micii nobilimi și a țăranilor.

#### Prinții
Mulți conducători ai diferitelor principate din Germania funcționau ca niște conducători autocrați care nu recunoșteau nici o altă autoritate pe teritoriul lor. Prinții au avut dreptul să perceapă taxe și să împrumute bani așa cum considerau de cuviință. Costurile tot mai mari ale administrației și întreținerea militarilor i-a îndemnat să ceară tot mai mult de la supuși. Prinții lucrau, de asemenea, pentru a centralizarea puterea în orașe și pe moșii. În consecință, prinții aveau tendința să câștige din punct de vedere economic prin ruinarea micii nobilimi, prin achiziționarea moșiilor lor. Acest lucru a aprins Revolta Cavalerilor care a avut loc din 1522 până în 1523, în Renania. Revolta a fost "suprimat atât de prinții catolici, cât și lutherani, care erau mulțumiți să coopereze împotriva unui pericol comun".
În măsura în care alte clase, cum ar fi burghezia, ar putea câștiga din centralizarea economiei și eliminarea controalelor teritoriale a micii nobilimi asupra producției și a comerțului, prinții se puteau uni cu burghezii în privința acestei probleme.

#### Mica nobilime
Tehnologia militară evolutivă a perioadei medievale târzii a început să facă mica nobilime (cavalerii) dispensabilă din punct de vedere militar. Apariția științei militare și importanța crescândă a prafului de pușcă și a infanteriei a diminuat importanța cavaleriei grele și a castelelor. Stilul lor de viață luxos a secat micilor lor venituri mai ales că prețurile au continuat să crească. Și-au exercitat drepturile lor vechi, în scopul de a stoarce venituri din teritoriile lor.
În partea de nord a Germaniei mulți dintre nobilii mici fuseseră deja subordonați lorzilor laici și ecleziastici. Astfel, dominația lor asupra iobagilor era mai restrânsă. Cu toate acestea, în sudul Germaniei puterile lor erau mai intacte. În consecință, asprimea tratamentului nobililor mici asupra țărănimii a oferit cauza imediată a revoltei. Faptul că acest tratament a fost mai rău în sud decât în nord a fost motivul pentru care războiul a început în sud.
Cavalerii au devenit mai amărâți întrucât statutul și venitul lor scădeau și au ajuns tot mai mult sub jurisdicția prinților, punând cele două grupuri într-un conflict constant. Cavalerii considerau, de asemenea, clerul ca arogant și de prisos, în timp ce  invidiau privilegiile și bogăția lor. În plus, relațiile cavalerilor cu patricienii din orașe au fost tensionate de datoriile pe care cavalerii le aveau. În contradicție cu alte clase din Germania, nobilime mică era cel mai puțin dispus să se schimbe.
Mica nobilime și clerul nu plăteau taxe și sprijineau adesea prințul local.

#### Clerul
Clericii din 1525 erau intelectualii din timpul lor. Nu numai că erau literați, ci au și produs cele mai multe cărți din Evul Mediu. Unii clerici au fost susținuți de nobili și bogați, în timp ce alții au apelat la mase. Cu toate acestea, clerul începea să-și piardă autoritatea intelectuală copleșitoare. Progresul tiparului (în special a Bibliei) și extinderea comerțului, precum și răspândirea umanismului renascentist, a ridicat rata de alfabetizare, conform lui Engels.  Engels a considerat că monopolul catolic asupra învățământului superior a fost redus în mod corespunzător. Cu toate acestea, în ciuda caracterului secular al umanismului secolului al XIX-lea, trei secole mai devreme umanismul renascentist a fost încă puternic legat de Biserică: susținătorii săi au frecventat școlile bisericii.
De-a lungul timpului, unele instituții catolice au alunecat spre corupție. Ignoranța clericală, abuzurile simoniei și pluralismului (deținerea mai multor funcții în același timp) au fost agresive. Unii episcopi, arhiepiscopi, stareți și abați au fost la fel de nemiloși în exploatarea supușilor lor precum prinții regionali. În plus față de vânzarea de iertări, au înființat case de rugăciune și au taxat în mod direct oamenii. Indignarea crescândă asupra corupției bisericii l-a condus pe călugărul Martin Luther să posteze cele 95 de teze ale sale pe ușile bisericii castelului din Wittenberg, Germania, în 1517, precum și să îi îndemne alți reformatori să regândească radical doctrina bisericii și organizarea.  Preoții care nu l-au urmat pe Luther erau cei din aristocrația clericală, care s-au opus oricăror schimbări, incluzând orice ruptură cu Biserica Romană.
Clericii mai săraci, predicatori itineranți din mediul rural și urban, care nu au fost bine poziționați în biserică, erau mult mai dispuși să se alăture Reformei. Unii dintre clericii mai săraci au căutat să extindă ideile lui Luther referitoare la egalitatea în societate în general.

#### Patricienii
Multe orașe aveau privilegii care le scuteau de taxe, astfel încât cea mai mare parte de impozitare a căzut pe țărani. Pe măsură ce breslele au crescut și populația urbană s-a mărit, patricienii orașelor s-au confruntat cu o opoziție în creștere. Patricienii constau din familii bogate care conduceau singure consiliile orășenești și dețineau toate funcțiile administrative. La fel ca prinții, ei au căutat să-și asigure veniturile țăranilor lor prin orice mijloace posibile. Taxe arbitrare de drumuri, poduri și porți au fost instituite la discreție. Ei au revocat treptat terenurile comune și decis că este ilegal pentru țărani să pescuiască sau să adune lemn de pe aceste terenuri. S-au impus și taxe de breaslă. Nici un venit colectat nu a fost folosit în administrație, iar conturile civice au fost neglijate. Astfel, deturnarea de fonduri și frauda au devenit obișnuite, iar clasa patriciană, legată prin uniuni între familii, a devenit mai bogată și mai puternică.

#### Burghezia
Patricienii orașului erau din ce în ce criticați de burghezia în creștere, care era alcătuită din cetățeni din clasa de mijloc care ocupau funcții administrative în bresle sau lucrau ca și comercianți. Ei au cerut ca adunările orășenești să fie formate din patricieni și burghezi sau cel puțin să existe o restricție privind vânzarea funcțiilor și repartizarea de locuri în consiliu pentru burghezi. Burghezii s-au opus, de asemenea, clerului, despre care credeau că și-a depășit atribuțiile și nu a reușit să-și mențină principiile. Au cerut încetarea privilegii speciale ale clerului, cum ar fi scutirea de la impozitare, precum și o reducere a numărului lor. -Șeful burghezilor (stăpânul breslei, sau artizan) acum deținea atât atelierul cât și uneltele sale, pe care le-a permis ucenicilor săi să le folosească, și aproviziona cu materiale de care ei aveau nevoie.  F. Engels citează: "La chemarea lui Luther de rebeliune împotriva Bisericii, două răscoale politice au răspuns, prima, cea a nobilimii mici, condusă de Franz von Sickingen în 1523, și apoi, marele război al țăranilor, în 1525; ambele au fost zdrobite, în principal, din cauza indeciziei părții care avea cel mai mare interes în lupta, burghezia urbană ". (Cuvânt înainte la ediția în limba engleză a: "De la socialismul utopic la socialismul științific", 1892)

#### Plebeii
Plebeii cuprindeau noua clasă de muncitori din mediul urban, calfe și ambulanți. Burghezii ruinați s-au alăturat, de asemenea, rândurilor lor. Deși tehnic erau potențiali burghezi, cele mai multe calfe au fost excluse din poziții mai înalte de către familiile bogate care conduceau breslele.  Astfel, poziția lor "temporară" lipsită de drepturi civice tindea să devină permanentă. Plebeii nu aveau proprietăți precum burghezii ruinați sau țăranii.

#### Țăranii
Țărănimea puternic impozitată continua să ocupe cele mai mici straturi ale societății. La începutul secolului al XVI-lea, nici un țăran nu putea vâna, pescui sau tăia lemne în mod liber, așa cum se întâmpla anterior, deoarece seniorii luaseră recent controlul asupra terenurilor comune. Seniorul avea dreptul de a utiliza terenul țăranilor săi așa cum dorea; țăranul nu putea face nimic decât să privească la modul cum recoltele sale erau distruse de vânătoarea sălbatică și de nobilii care galopau pe câmpurile sale în timpul vânătorilor cavalerești. Atunci când un țăran dorea să se căsătorească, el nu numai că avea nevoie de permisiunea seniorului, dar trebuia să plătească o taxă. Atunci când țăranul murea, seniorul avea dreptul la cele mai bune vite, cele mai bune haine și instrumente ale sale. Sistemul de justiție, operat de clerici sau de burghezii bogați și juriștii patricieni nu dădeau câștig de cauză țăranilor. Generații de servitute tradițională și caracterul autonom al provinciilor au limitat insurecțiile țărănești la zonele locale. 

### Organizații militare

#### Armata Ligii Suabe
Liga Suabilor avea o armată condusă de Georg, Truchsess von Waldburg, mai târziu cunoscut sub numele de „Bauernjörg“ pentru rolul său în reprimarea revoltei. El a fost, de asemenea, cunoscut sub numele de „Flagelul Țăranilor“. Sediul liga era la Ulm, iar comanda a fost exercitată printr-un consiliu de război, care a decis contingentele de trupe care urmează să fie percepute de la fiecare membru. În funcție de capacitatea lor, membrii au contribuit cu un anumit număr de cavaleri și de pedestrași, numit contingent, pentru armata ligii. Episcopul de Augsburg, de exemplu, a trebuit să contribuie cu 10 călăreți și 62 de pedestrași, care ar fi echivalentul unei jumătăți de companie. La începutul revoltei membrii Ligii au avut probleme cu recrutarea de soldați din rândul propriilor populații (în special în rândul clasei țărănești), din cauza fricii ca aceștia să nu se alăture rebelilor. Pe măsură ce revolta s-a extins mai mulți nobili au avut probleme cu trimiterea de trupe în armatele ligii, deoarece au fost nevoiți să combată grupurile de  rebeli de pe propriile lor proprietăți. O altă problemă comună în ceea ce privește creșterea armatelor a fost că în timp ce nobili au fost obligați să ofere trupe unui membru al Ligii, au avut și alte obligații față de alți lorzi. Aceste condiții au creat probleme și confuzie pentru nobilii care încercau să adune forțe suficient de mari pentru a pune capăt revoltelor.
Pedestrașii au fost aduși din rândurile landsknechte. Acești erau mercenari și au primit, de obicei, un salariu lunar de patru guldeni, și erau organizați în regimente (Haufen) și companii (fähnlein sau steguleț) de 120-300 de oameni, care se deosebeau unele de altele. Fiecare companie, la rândul său, era compusă din unități mai mici de 10 până la 12 bărbați, cunoscută sub numele de rotte. Landsknechte se îmbrăcau, se înarmau și se hrăneau din resurse prorpii, și erau însoțiți de sutlers, brutari, spălătorese, prostituate și persoane fizice diverse cu ocupații necesare pentru a susține forța. Acestea grupuri erau uneori mai mari decât forțele de luptă, dar aveau nevoie de organizare și disciplină. Fiecare landsknecht își menținea propria structură, numită gemein, sau adunarea comunității, care a fost simbolizat printr-un inel. Gemein avea propriul său lider (Schultheiss), și un ofițer provost care avea rol e poliție în rândurile soldaților și menținea ordinea. Utilizarea landsknechte în războiul țărănesc german reflectă o perioadă de schimbare între rolurile sau responsabilități nobililor tradiționali față de război și practica de a cumpăra armate de mercenari, care a devenit normă de-a lungul secolului al XVI-lea.
Liga s-a bazat pe cavalerie blindată a nobilimii pentru cea mai mare parte a tăriei sale; liga a avut atât de cavalerie grea cât și cavalerie ușoară, (rennfahne), care a servit drept avangardă. De obicei, din rehnnfahne făceau parte al doilea și al treilea fiu al cavalerilor săraci, nobilimea mai mică și, uneori, sărăcită care avea mici terenuri de exploatat, sau, în cazul fiilor erau cei care nu aveau moștenire sau rol social. Acești oameni puteau fi găsiți în zona rurală în căutare de muncă sau dedându-se la jafuri la drumul mare.
Pentru a fi eficientă cavaleria trebuia să fie mobile și pentru a evita forțele ostile înarmate cu lănci.

#### Armatele țăranilor
Armatele țărănești au fost organizate în bande (haufen), similare cu landsknecht. Fiecare haufen a fost organizat în unterhaufen, sau îm fähnlein și rotten. Bandele au variat în mărime, în funcție de numărul de insurgenți disponibili în localitate. Bandele țărănești erau divizate de-a lungul liniilor teritoriale, în timp ce cele ale landsknecht au atras oameni dintr-o varietate de teritorii. Unele bande puteau număra aproximativ 4.000 de persoane; altele, cum ar fi forța țărănească de la Frankenhausen, putea aduna 8.000 de oameni. Țăranii alsacieni care au luat parte în Bătălia de la Zabern (acum Saverne), numărau 18.000 de persoane.
Haufen erau formate din companii, de obicei, de 500 de bărbați de fiecare, subdivizate în plutoane de 10 până la 15 țărani fiecare. La fel ca landsknechts, bandele țărănești utilizau titulaturi similare: Oberster feldhauptmann sau comandant suprem, asemenea unui colonel, și locotenenți sau leutinger. Fiecare companie era comandată de un căpitan și a avut propriile sale fähnrich sau ensign care ținea steagul companiei . Companiile au avut, de asemenea, un sergent sau feldweibel, iar liderii escadrilei erau numiți rottmeister. Ofițerii erau de obicei aleși, în special comandantul suprem și leutinger.
Armata țărănească a fost condusă de adunarea comunității, în care țăranii se  adunau într-un cerc pentru a dezbate tacticile, mișcările de trupe, alianțele și distribuirea deposedărilor. Adunarea a fost organul de luare a deciziilor. În plus față de această construcție democratică, fiecare bandă avea o ierarhie de lideri, inclusiv un comandant suprem și un inspector-șef (Schultheiss), care menținea legea și ordinea. Alte roluri au inclus locotenenți, căpitani, purtătorii de standarde, tunar șef, șeful pentru carturi, patru sergenți majori pentru a aranja ordinea de luptă, un sergent pentru fiecare companie, potcovari și un ofițer de comunicații.

## Cauze
Istoricii nu sunt de acord cu natura revoltei și a cauzelor acesteia, indiferent dacă aceasta a apărut din controversele religioase emergente, centrate pe Luther; indiferent dacă o categorie bogată de țărani și-a văzut propria avere și drepturile scăpându-le printre mâini și a căutat să le lege în structura juridică, socială și religioasă a societății; sau dacă țăranii s-au opus apariției unui stat modern centralizator.

### Amenințarea asupra prosperității
Una dintre idei este aceea că originea războiului țărănesc german se regăsește parțial în dinamica de putere neobișnuită cauzată de dinamismul agricol și economic al deceniilor anterioare. Pierderile de forță de muncă din ultima jumătate a secolului al XIV-lea au permis țăranilor să-și vândă munca pentru un preț mai mare; lipsa de produse alimentare și de mărfuri le-a permis să își vândă și produsele la un preț mai mare. În consecință, unii țărani, în special cei care aveau dețineau pământ, dar aveau câteva restricții din partea guvernului, erau capabili să acumuleze avantaje economice, sociale și legale semnificative. Țăranii erau mai preocupați să protejeze câștigurile sociale, economice și juridice pe care le aveau decât să caute câștiguri suplimentare.

### Iobăgia
În încercarea lor de a sparge gheața prima încercare a fost aceea de a-și spori libertatea prin schimbarea statutului lor de iobagi , cum a fost momentul în care țăranii din Mühlhausen au refuzat să adune cochilii de melci pentru cea care deținea pământul. Reînnoirea sistemului seniorial a slăbit în a doua jumătate a secolului precedent, iar țăranii nu doreau să-l vadă reînviat.

### Reforma lui Luther

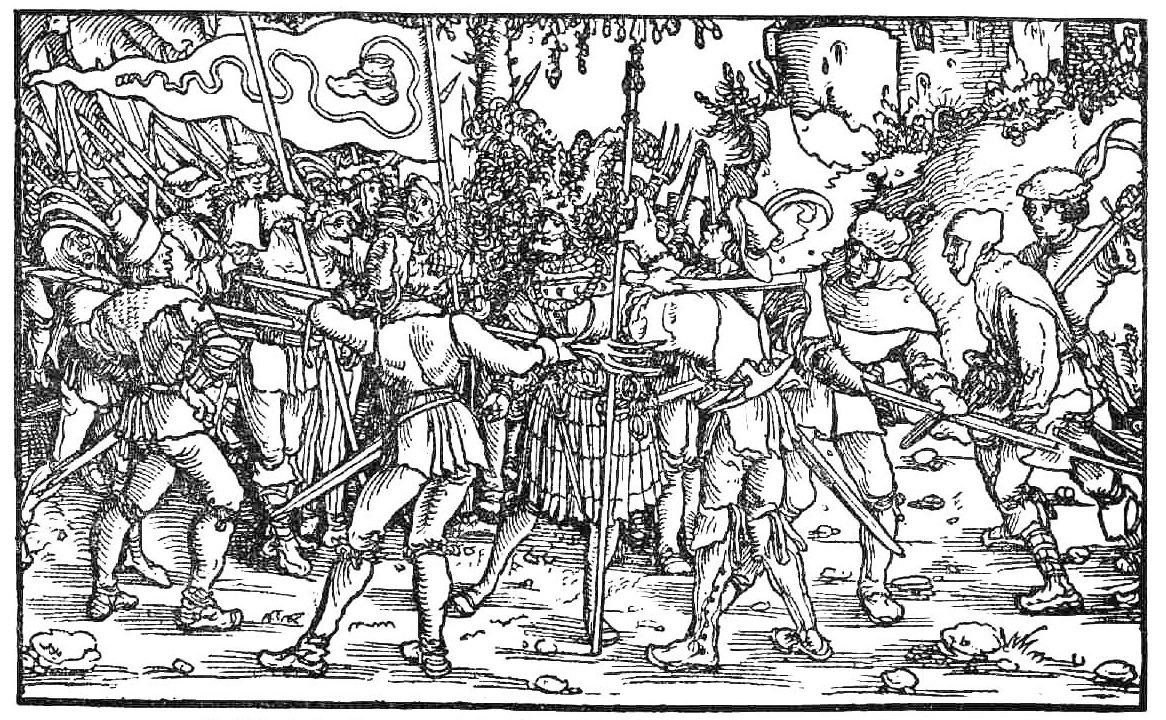
Țărani rebeli înconjurând un cavaler

Oamenii din toate straturile ierarhiei sociale - iobagi sau locuitori ai orașelor, bresle sau fermieri, cavaleri și aristocrați - au început să pună la îndoială ierarhia stabilită. Așa-numita Carte a Celor O sută de capitole, de exemplu, scrisă între 1501 și 1513, a promovat libertatea religioasă și economică, a atacat unitatea de guvernământ și a prezentat mândria țăranului virtuos. Revoltele Bundschuh din primii 20 de ani ai secolului au oferit o altă cale pentru exprimarea ideilor anti-autoritare și pentru răspândirea acestor idei de la o regiune geografică la alta.
Revoluția lui Luther se poate să fi adăugat intensitate acestor mișcări, dar nu le-a creat; cele două evenimente, Reforma protestantă a lui Luther și Războiul Țărănesc German, au fost separate, împărțind aceiași ani, dar având loc independent unul de celălalt. Cu toate acestea, doctrina lui Luther despre "preoția tuturor credincioșilor" ar putea fi interpretată ca propunând o egalitate socială mai mare decât intenționa el. Luther se opunea cu vehemență revoltelor, scriind broșura Împotriva hoardelor ucigașilor răzvrătitorilor de țărani, în care remarcă: "Fie ca toți cei care pot, lovi, ucide și înjunghia, în secret sau în mod deschis ... nimic nu poate fi mai otrăvitor, diabolic decât un rebel. Este exact cum trebuie să omori un câine nebun, dacă nu îl lovești, el te va lovi ".
Istoricul Roland Bainton a văzut revolta ca pe o luptă care a început ca o revoltă care a fost imersată în retorica reformei protestante a lui Luther împotriva Bisericii Catolice, dar care într-adevăr a fost impusă mult dincolo de limitele religioase îngustate de tensiunile economice ale timpului.

### Lupta de clasă
Friedrich Engels a interpretat războiul ca un caz în care proletariatul în curs de dezvoltare (clasa urbană) nu a reușit să-și afirme un sentiment al autonomiei față de puterea domnească și a lăsat clasele rurale în soarta lor.

## Răbufnirea din sud-vest
În timpul recoltei din 1524, în Stühlingen, la sud de Pădurea Neagră, contesa de Lupfen a ordonat iobagilor să colecteze cochilii de melci pentru a fi utilizate ca bobine de filete după o serie de recolte dificile. În câteva zile, s-au adunat 1.200 de țărani, au creat o listă de nemulțumiri, au ales ofițeri și au ridicat un stindard. În câteva săptămâni, cea mai mare parte din sud-vestul Germaniei se afla într-o revoltă deschisă. Revolta s-a întins de la Pădurea Neagră, de-a lungul râului Rin, până la Lacul Constanța, în munții Suabiei, de-a lungul fluviului Dunărea, în Bavaria și în Tirol.

### Extinderea insurecției
La 16 februarie 1525, 25 de sate aparținând orașului Memmingen s-au răzvrătit, cerând magistraților (consiliul orășenesc) îmbunătățirea situației economice și a situației politice generale. Ei s-au plâns de peonaj, de folosirea terenurilor, de servitutea pe pădure și în comună, precum și de cerințele ecleziastice ale serviciului și plății.
Orașul a înființat un comitet de săteni pentru a discuta problemele lor, așteptând să vadă o listă de cerințe specifice. În mod neașteptat, țăranii au dat o declarație uniformă care a lovit stâlpii relației țăran - magistrat. Douăsprezece articole au subliniat în mod clar și în mod constant nemulțumirile lor. Consiliul a respins multe dintre cereri. Istoricii au ajuns, în general, la concluzia că articolele din Memmingen au devenit baza celor douăsprezece articole convenite de Confederația Țărănească din Suabia din 20 martie 1525.
Un singur contingent suab, aproape de 200 de cai și de 1.000 de soldați pedeștri, nu a putut face față dimensiunii răscoalei. Până în 1525, revoltele din Pădurea Neagră, Breisgau, Hegau, Sundgau și Alsacia au dus la adunarea unui număr de 3.000 de soldați și 300 de cai.

### Cele Douăsprezece Articole (declarația de principii)
La 6 martie 1525, aproximativ 50 de reprezentanți ai țăranilor s-au întâlnit la Memmingen pentru a conveni o cauză comună împotriva Ligii Suabe. O zi mai târziu, după negocieri dificile, ei au proclamat înființarea Asociației creștine, o Confederație a Țăranilor din Suabia Superioară. Țăranii s-au întâlnit din nou pe 15 și 20 martie la Memmingen și, după unele deliberări suplimentare, au adoptat cele douăsprezece articole și Ordinul Federal (Bundesordnung).  Stindardul lor, bundschuh-ul, sau o cizmă împletită, a servit ca emblemă a acordului lor. Cele Douăsprezece Articole au fost tipărite de peste 25.000 de ori în următoarele două luni și s-au răspândit repede în toată Germania, un exemplu al modului în care modernizarea a venit în ajutorul rebelilor.
Cele douăsprezece articole au cerut dreptul comunităților de a alege și de a demite clericii și au cerut folosirea "marii zecimi" în scopuri publice, după scăderea unui salariu rezonabil al pastorului. ("Zeciuiala cea mare" a fost utilizată de Biserica Catolică pentru cultura de grâu și cultura viței-de-vie a țăranilor. Marea zeciuială adesea reprezenta mai mult de 10% din venitul țăranilor). Cele douăsprezece articole au cerut de asemenea abolirea "zeciuielii mici", care a fost utilizată pentru celelalte culturi ale țăranului. Alte cerințe ale celor douăsprezece articole au inclus eliminarea iobăgiei, a taxelor de înmormântare și eliminarea excluderii de la drepturile de pescuit și de vânătoare; restaurarea pădurilor, a pășunilor și a privilegiilor retrase de la comunitate și de la țăranii individuali de către nobilime; și o restricție privind munca excesivă, impozitele și chiriile. În cele din urmă, cele douăsprezece articole au solicitat încetarea justiției și administrației arbitrare.

## Cursul războiului

### Insurecția din Kempten
Kempten im Allgäu a fost un oraș important în Allgäu, o regiune parte din ceea ce a devenit Bavaria, lângă granițele cu Württemberg și Austria. La începutul secolului al VIII-lea, călugării celtici au înființat acolo o abație, Abația Kempten. În 1213, Împăratul  Frederick al II-lea, i-a numit pe abați ca membrii ai Reichsstand-ului sau parte a Imperiului, și i-a acordat abatelui titlul de duce. În 1289, regele Rudolf de Habsburg acordă privilegii speciale așezării urbane din valea râului, făcându-l oraș imperial liber. În 1525, ultimele drepturi de proprietate ale abaților din orașul imperial au fost vândute în așa-numita "Marea Cumpărare", marcând începutul coexistenței a două orașe independente, care poartă același nume, unul lângă celălalt. În această autoritate multi stratificată, în timpul Războiului Țărănesc, țăranii din abație s-au răzvrătit, jefuind abația și s-au mutându-se în oraș.

### Bătălia de la Leipheim
La 4 aprilie 1525, 5.000 de țărani, Leipheimer Haufen (literal: Banda Leipheim) s-au adunat lângă Leipheim pentru a se ridica împotriva orașului Ulm. O trupa de cinci companii, plus aproximativ 25 de cetățeni din Leipheim, și-a asumat poziții la vest de oraș. Iscoadele Ligii au raportat Truchsess-ului că țăranii erau bine înarmați. Au avut tunuri cu pulbere și puști și numărau 3.000-4.000. Au luat o poziție avantajoasă pe malul de est al râului Biber. În stânga era o pădure, iar pe partea dreaptă un pârâu și mlaștina; în spatele lor, au ridicat o fortăreață din căruțe-vagon și au fost înarmați cu archebuze și cu niște piese de artilerie ușoară.
Așa cum a făcut și în întâlnirile anterioare cu țăranii, Truchsess a negociat în timp ce a continuat să-și mute trupele în poziții avantajoase. Păstrând cea mai mare parte a armatei sale la Leipheim, a trimis detașamente de cai din Hesse și Ulm de-a lungul Dunării la Elchingen. Trupele detașate au întâlnit un grup separat de 1.200 de țărani angajați în rechiziții locale și au intrat în luptă, dispersându-i și luând 250 dintre ei prizonieri. În același timp, Truchsess-ul a întrerupt negocierile și a primit o salvă de foc din partea grupului principal de țărani. El a trimis o gardă de cavalerie ușoară și un mic grup de pedeștrii împotriva poziției fortificate a țăranilor. Aceasta a fost urmată de grupul principal; când țăranii au văzut dimensiunea acestui grup - 1.500 de cai, 7000 de pedeștrii și 18 tunuri - au început o retragere ordonată. Din cei 4.000 de țărani care au ocupat poziția fortificată, 2.000 au reușit să ajungă în orașul Leipheim, luând cu ei în căruțe și răniții. Alții au căutat să scape pe Dunăre, 400 dintre ei înecându-se. Cavaleria Truchsess-ului au eliminat alți 500. Aceasta a fost prima bătălie importantă a războiului.

### Masacrul de la Weinsberg

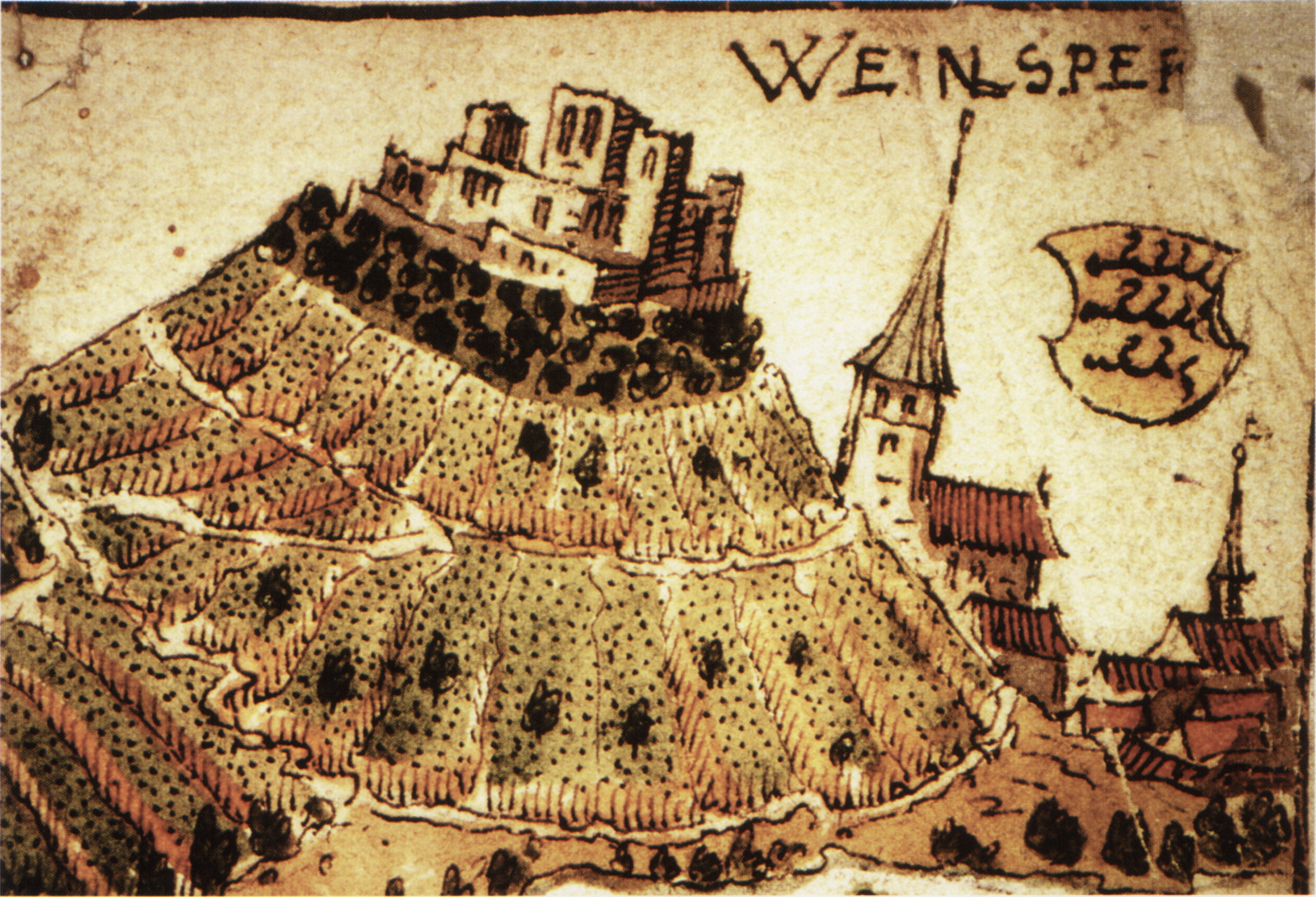
Ilustrație a castelului de la Weinsberg, înconjurat de vii. La Weinsberg, țăranii au ocupat castelul și i-au omorât pe proprietarii aristocrați

O parte din conflict a provocat resentimente față de o parte din nobilime. Țăranii din Odenwald luaseră deja mănăstirea cisterciană de la Schöntal și li s-au alăturat trupe țărănești din Limpurg (lângă Schwäbisch Hall) și Hohenlohe. O mare bandă de țărani din valea Neckarului, sub conducerea lui Jack Rohrbach, li s-a alăturat, și din Neckarsulm, această bandă lărgită, numită "Banda Luminoasă" (în germană, Heller Haufen), a mers spre orașul Weinsberg, unde Contele de Helfenstein, pe atunci guvernator austriac din Württemberg, era prezent.  Aici, țăranii au obținut o victorie majoră. Țăranii au atacat și au capturat castelul din Weinsberg; majoritatea propriilor soldați erau plecați în Italia și nu avea prea multă protecție. După ce l-au luat ca prizonier, țăranii și-au continuat răzbunarea: l-au forțat pe el și pe alți 70 de nobili care s-au refugiat cu el, să fie bătut la stroi, o formă populară de execuție printre landsknechts. Rohrbach a ordonat ca cimpoierul trupei să cânte în timpul executării bătăii.
Aceasta a fost prea mult pentru mulți dintre conducătorii țăranilor altor trupe; au respins acțiunile lui Rohrbach. A fost înlăturat și înlocuit de un cavaler, Götz von Berlichingen, care a fost apoi ales comandant suprem al bandei. La sfârșitul lunii aprilie, banda a mers la Amorbach, alăturându-li-se pe drum țărani radicali Odenwald care doreau să îl omoate pe Berlichingen. Berlichingen fusese implicat în suprimarea revoltelor Sărmanul Conrad cu 10 ani înainte, iar acești țărani căutau să se răzbune. În timpul marșului lor, au ars castelul Wildenburg, în contradicție cu articolele de război cu care banda fusese de acord.
Masacrul de la Weinsberg a fost prea mult pentru Luther, aceasta fiind fapta care a dus la furia lui Împotriva hoardelor ucigașilor răzvrătitorilor de țărani, în care a criticat țăranii pentru crimele insuportabile, nu numai pentru uciderea nobililor de la Weinsberg, ci și pentru impertinența revoltei lor.

### Masacrul de la Frankenhausen

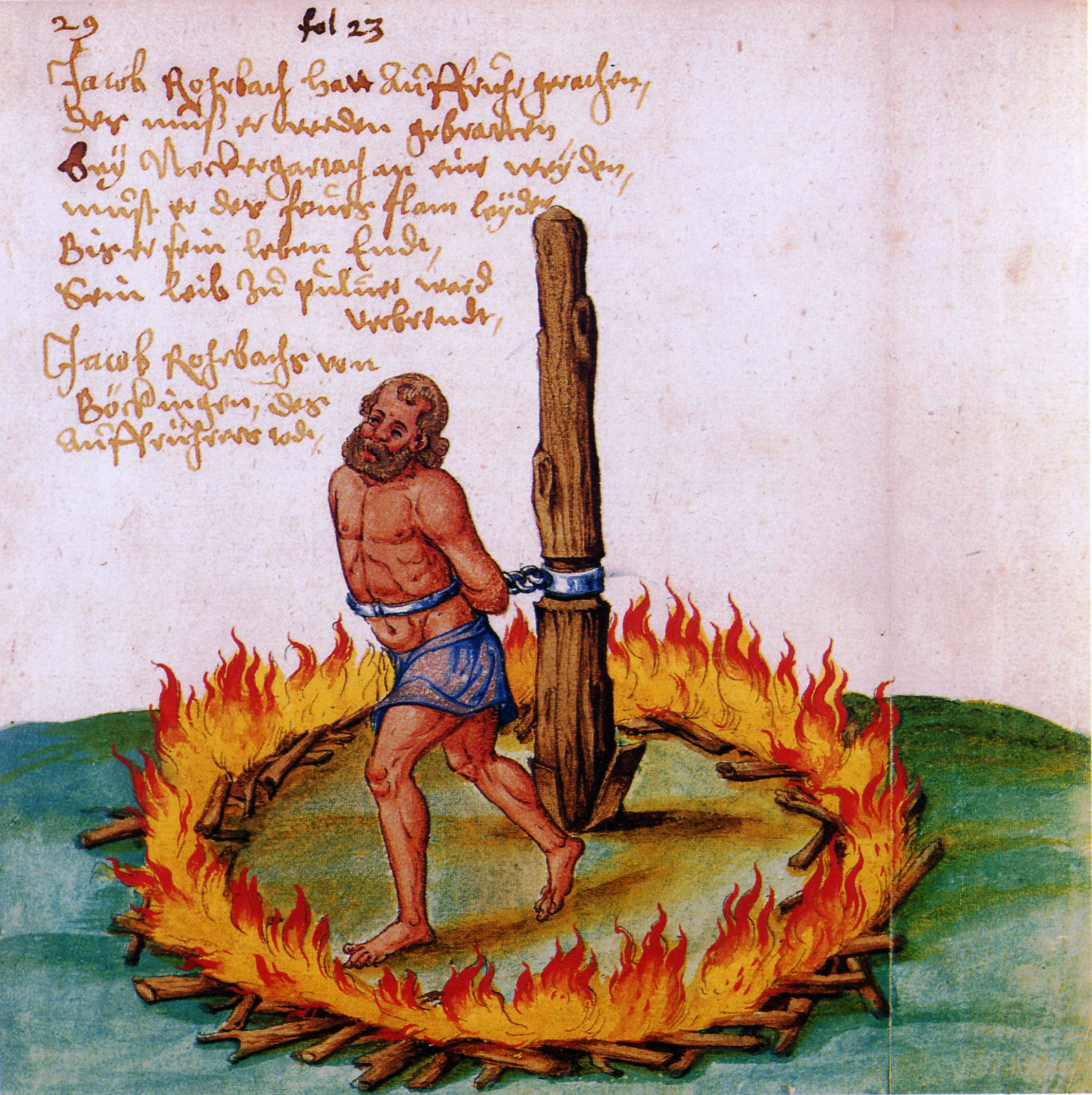
Arderea lui Jack (Jacklein) Rohrbach, un lider al țăranilor din timpul războiuluila Neckargartach

La 29 aprilie protestele țărănești din Turingia au culminat cu o revoltă deschisă. Părți mare ale populațiilor urbane s-au alăturat revoltei. Împreună, au mers în marș în provincie și au luat cu asalt castelul conților din Schwarzburg. În zilele următoare, un număr mai mare de insurgenți s-au adunat pe câmpurile din jurul orașului. Atunci când Müntzer a sosit cu 300 de luptători de la Mühlhausen la 11 mai, câteva mii de țărani din împrejurimi au campat pe câmpurile și pășunile din zonă: puterea țăranilor și a forțelor orășenești a fost estimată la 6.000 de membri. Filip de Hessa și ducele George de Saxonia se aflau pe urma lui Müntzer și își îndrumau trupele landsknecht spre Frankenhausen. La 15 mai, trupele comune ale lui Filip și George, i-au învins țăranii aflați sub comanda Müntzer, lângă Frankenhausen, în comitatul Schwarzburg.
Trupele prinților au inclus aproape 6.000 de mercenari, Landsknechte. Ca atare, ei erau experimentați, bine echipați, bine instruiți și cu un bun moral. Țăranii, pe de altă parte, aveau echipamente sărace, dacă nu chiar deloc, și mulți nu aveau nici experiență, nici pregătire. Mulți dintre țărani nu au fost de acord în legătură cu lupta sau negocierea. La 14 mai au reuști să învingă forțele mai mici ale celor din Hessa și Brunswick, dar nu au reușit să beneficieze de pe urma succesului lor. Insurgenții au aranjat o încetare a focului și s-au retras într-un fort vagon.
A doua zi, trupele lui Filip s-au unit cu armata saxonă a ducelui George și au rupt imediat armistițiul, începând un atac greu de infanterie, de cavalerie și de artilerie. Țăranii au fost luați prin surprindere și au fugit în oraș, urmăriți și atacați continuu de forțele publice. Majoritatea insurgenților au fost uciși în ceea ce s-a dovedit a fi un masacru. Numărul victimelor nu este bine cunoscut, dar estimările variază de la 3.000 la 10.000, în timp ce numărul de victime din partea Landsknecht era de șase (doi dintre aceștia erau doar răniți). Müntzer a fost capturat, torturat și executat la Mühlhausen la 27 mai.

### Bătălia de la Böblingen
Bătălia de la Böblingen (12 mai 1525) a dus probabil la cele mai mari victime ale războiului. Când țăranii au învățat că Truchsess-ul de Waldburg și-a așezat tabăra la Rottenburg, au pornit spre acesta și au ocupat orașul Herrenberg pe 10 mai. Evitând înaintările Ligii Suabe pentru recâștigarea orașului Herrenberg, banda Württemberg a pus bazele a trei tabere între Böblingen și Sindelfingen. Acolo au format patru unități, așezându-se pe pantele dintre orașe. Cele 18 piese de artilerie au stat pe un deal numit Galgenberg. Țăranii au fost învinși de cavaleria Ligii, care i-au înconjurat și urmărit pe mai mulți kilometri. În timp ce banda Württemberg a pierdut aproximativ 3.000 de țărani (estimările variază între 2.000 și 9.000), Liga a pierdut nu mai mult de 40 de soldați.

### Bătălia de la Königshofen
La Königshofen, pe 2 iunie, comandanții țăranilor Wendel Hipfler și Georg Metzler au așezat tabăra în afara orașului. După identificarea a două escadre ale cavaleriei Ligii și Alianței care se apropiau pe fiecare flanc, acum recunoscută ca o strategie periculoasă a Truchsess, au redistribuit vagonul-fort și arme pe dealul aflat mai sus de orașului. După ce au învățat cum să se protejeze de un atac al cavaleriei, țăranii s-au adunat în patru rânduri masive în spatele tunului lor, dar în fața fortului lor, destinat să-i protejeze de un atac din spate. Artileria țăranilor a tras o salvă către cavaleria Ligii, care îi ataca pe stânga. Infanteria lui Truchsess a realizat un atac frontal, dar fără să aștepte ca soldații săi să se intre în luptă, el a ordonat și un atac asupra țăranilor din spate. În timp ce cavalerii au lovit rândurile din spate, panica a apărut printre țărani. Hipler și Metzler au fugit cu tunarii. Două mii au ajuns în pădurea din apropiere, unde s-au regrupat și au opus o oarecare rezistență. În haosul care a urmat, țăranii, cavalerii și infanteria au luptat puternic. La căderea serii au mai rămas doar 600 de țărani. Truchsess a ordonat armatei sale să caute pe câmpul de luptă, iar soldații au descoperit aproximativ 500 de țărani care se prefăcuseră că erau morți. Lupta este numită și bătălia de la Turmberg, din cauza unui turn de veghe aflat pe câmpul de luptă.

### Asediul Freiburgului
Freiburg, care era un teritoriu habsburgic, a avut mari dificultăți în a aduna recruți pentru a lupta împotriva țăranilor, iar atunci când orașul a reușit să adune o coloană și să iasă în întâmpinarea lor, țăranii au dispărut în pădure. După refuzul ducelui deBaden, Margrave Ernst, de a accepta cele 12 articole, țăranii au atacat mănăstirile din Pădurea Neagră. Cavalerii templieri de la Heitersheim au fost învinși la 2 mai; bandele din nord au devastat abațiile de la Tennenbach și Ettenheimmünster. La începutul lunii mai, Hans Müller a sosit cu peste 8.000 de oameni la Kirzenach, lângă Freiburg. Mai multe trupe s-au alăturat, ajungând la 18.000, iar în câteva zile, orașul a fost înconjurat, iar țăranii au început să facă planuri de asediu.

### A doua bătălie de la Würzburg (1525)
După ce țăranii au preluat controlul asupra Freiburgului, Hans Müller a luat o parte din grup pentru a ajuta la asediul de la Radolfzell. Restul țăranilor s-au întors la fermele lor. La 4 iunie, în apropiere de Würzburg, Müller și micul său grup de soldați țărani s-au alăturat fermierilor franci ai bandei Hellen Lichten. În ciuda acestei uniuni, puterea forței lor era relativ mică. La Waldburg-Zeil, lângă Würzburg, s-au întâlnit cu armata lui Götz von Berlichingen („Götz Mână de Fier”). Cavaler imperial și soldat experimentat, deși avea el însuși o forță relativ mică, i-a învins cu ușurință pe țărani. În aproximativ două ore, mai mult de 8.000 de țărani au fost uciși.

### Etapele finale
Mai multe revolte mai mici au fost de asemenea înăbușite. De exemplu, pe 23/24 iunie 1525, în bătălia de la Pfeddersheim, războinicii răzvrătiți din Războiul Țăranilor din Palatinat au fost învinși definitiv. Până în septembrie 1525 toate acțiunile de luptă și punitive s-au încheiat. Împăratul Carol Quintul și papa Clement al VII-lea au mulțumit Ligii Suabe pentru intervenția sa.

## Eșecul final al răzvărtirii
Mișcarea țărănească a eșuat în cele din urmă, orașele și nobilii făcând o pace separată cu armatele princiare care au restabilit vechea ordine într-o formă mai dură, sub controlul nominal al lui Carol Quintul, reprezentat în zonele germane de către fratele său mai mic Ferdinand. Principalele cauze ale eșecului răzvrătirii au fost lipsa de comunicare între trupele țărănești din cauza diviziunilor teritoriale și inferioritatea din punct de vedere militar. În timp ce Landsknechts, soldați profesioniști și cavaleri s-au alăturat țăranilor în eforturile lor (deși în număr mai mic), Liga Suabă a avut o înțelegere mai bună a tehnologiei, strategiei și experienței militare.
Rezultatele războiului țăranilor germani au condus la o reducere globală a drepturilor și libertăților clasei țărănești, eliminându-i efectiv din viața politică. Anumite teritorii din Suabia superioară, cum ar fi Kempton, Weissenau și Tirol, au avut adunări teritoriale (Landschaft) înființate de țărani, localizate în comitete teritoriale, precum și alte organisme care au abordat probleme care afectau direct pe țărani ca impozitarea. Cu toate acestea, obiectivele generale ale schimbării pentru acești țărani, în special cele incluse în Cele Doisprezece Articole, nu au reușit să fie aplicate și au rămâne stagnante, o schimbare reală venind câteva secole mai târziu.